# Осмія руда
Осмія руда (Osmia rufa) — вид перетинчастокрилих комах родини мегахілид (Megachilidae).

## Опис
Тіло густо вкрите червоно-коричневими волосками. Довжина самки 12—15 мм (самці дрібніші). Вид належить до групи одиночних бджіл, однак самки можуть утворювати невеликі колонії. Дорослі особини — комахи середньої величини (8—15 мм) що мають металічний блиск та густе опушення покрову.

## Поширення
Вид поширений у материковій Європі, на Британських островах, Скандинавії, Північній Африці, Грузії, Ірані та Туреччині.

## Біологія
Рід осмієвих налічує біля 350 видів що поширені по всьому світі. Лише 130 із них спостерігаються в Європі. Основні із видів: Руда осмія (Osmia rufa); Рогата осмія (Osmia cornifrons); Осмія блакитна (Osmia lignaria); Осмія крючкувата (Osmia uncinata Gerstedt); Осмія стінна (Osmia parietina); Осмія чорнобрюхова (Osmia nigriventris Zetterstedt) та ін.
Руда (Osmia rufa L.) осмія належить до класу комах (Insecta), ряду перетинчастокрилих (Hymenoptera), родини Мегахілід (Megachilidae). Вони займають досить широкий ареал, на Євро-Азійському континенті, крім півночі. Це комахи з повним перетворенням, що мають чотири фази розвитку: яйце, личинка, лялечка i доросла фаза або імаго.
Біологія осмій значною мірою відрізняється від біології медоносних бджіл. Живуть вони не сім'ями, а колоніями, без біологічної цілісності. Робочі бджоли — самиці. Роль самців в запиленні квіток незначна. Живуть самці до 20, а самиці — до 45 днів. Льотно-запилююча діяльність популяції триває 40-45 днів. У Лісостепу України руда осмія «працює» з третьої декади квітня до кінця травня початку червня, запилюючи абрикоси, персики, черешні, вишні, сливи, груші, яблуні, смородину, аґрус, суницю, малину.
В умовах Придністров'я Хмельниччини, за результатами пилкового аналізу, встановлено що Руда Осмія найчастіше відвідувала цвіт яблуні (кількість пилкових зерен цього виду становила 16,2 %).
Життєвий цикл осмій — однорічний. Самці та самки розпочинають свою активність ранньою весною. Після спарювання самиці шукають місця для гніздування вибираючи для цього готові пустоти в діаметрі від 5 до 10 мм. В кожній трубці самиця відкладає по декілька яєць, розділяючи майбутніх особин земляною перегородкою заповнюючи перед тим ввесь простір майбутнього кокона сумішшю пилку з нектаром.
У липні-серпні личинки які вилуплюються з яєць харчуються приготовленим для них кормом та до кінця вересня перетворюються в кокони і так зимують до весни. Як тільки середньодобова температура підніметься до +15°С, сама доросла комаха, що знаходиться в кінці трубки перегризає перегородку і кокон сусідньої бджоли та розбуджує сусіда. Та, в свою чергу, схожими діями будить наступну бджілку й таким чином розпочинається виліт дорослих комах та новий життєвий цикл.
Особливо добре працюють і розмножуються комахи, коли є постійна кормова база і зволожений ґрунт біля гніздувань — будівельний матеріал для комірок. За сприятливих умов самиця за льотний період запилює до 100 тис. квіток.

## Екологія гніздування
Осмія руда займає різноманітні місця гніздування в природі та серед людських поселень. Ці бджоли будують гнізда у різних порожнинах, порожніх черепашках равликів, стеблах рослин, і порожніх норках жуків. Займає старі раковини трьох видів равликів: Helix nemoralis, Helix hortensis і Helix pomatia і гнізда бджіл роду Anthophora. Крім того O. RUFA L. в виборі місця для гніздування є досить невибагливою. Свої гнізда одинокі бджоли найчастіше влаштовують у трубчатих глухих порожнинах, у норах у землі, рідше в отворах дерев, у порожнистих стеблах очерету або ожини, в очеретяних стріхах старих будинків, отворах в будівлях і т. ін.).
Як правило, самка створює осередок (стільник), відкладає в нього одне яйце, додає живильну суміш для личинки і герметично його закриває. Одне гніздо може містити декілька осередків. У випадку, якщо гніздо знаходиться в товщі деревини, зазвичай крайні до виходу осередки містять яйця самців. Надалі бджола не піклується про своє потомство і зазвичай гине, зробивши одне або декілька гнізд. Самці виводяться першими і до моменту виведення самки вже готові до спаровування. Одиночні бджоли, як правило, або нежалячі, або жалять украй рідко, тільки у разі самооборони.
Середня кількість комірок на гніздо осмій згідно спостережень американських науковців варіюються від 4-3 до 9-3.
За результатами дослідження параметрів гніздовищ Osmia rufa в умовах південно-східного Придністров'я Хмельниччини встановлено, що найбільш привабливими для комах були трубки в діаметрі 6 -7,5 мм, заселеність яких становила 94,6 %
Осмії неагресивні по відношенню до людини, при цьому — чудові  запилювачі. Крім того, на відміну від медоносної бджоли, у осмій немає безплідних робочих бджіл. Деякі садівники споруджують штучні гнізда для залучення осмій.